# Liste der Staatsoberhäupter 75 v. Chr.
Übersicht
◄◄ | ◄ | 79 v. Chr. | 78 v. Chr. | 77 v. Chr. | 76 v. Chr. | Liste der Staatsoberhäupter 75 v. Chr. | 74 v. Chr. | 73 v. Chr. | 72 v. Chr. | 71 v. Chr. | ► | ►►

Weitere Ereignisse

## Afrika
- Ägypten
  - König: Ptolemaios XII. (80–58 v. Chr.)

- Massylier
  - König: Hiempsal II. (88–60 v. Chr.)

## Asien
- Armenien
  - König: Tigranes II. (95–55 v. Chr.)

- Bithynien
  - König: Nikomedes IV. (94–74 v. Chr.)

- Charakene
  - König: Tiraios II. (79/78–49/48 v. Chr.)

- China
  - Kaiser: Han Zhaodi (87–74 v. Chr.)

- Iberien (Kartlien)
  - König: Artag (78–63 v. Chr.)

- Indien
  - Indo-Griechisches Reich
    - König: Hermaios (90–70 v. Chr.)

  - Indo-Skythisches Königreich
    - König: Maues (120–75 v. Chr.)
    - König: Spalahores (75–65 v. Chr.)

  - Shatavahana
    - König: Meghasvat (76–66 v. Chr.)

  - Shunga
    - König: Devabhuti (83–73 v. Chr.)

- Japan (Legendäre Kaiser)
  - Kaiser: Sujin (97–30 v. Chr.)

- Judäa
  - Königin: Salome Alexandra (76–67 v. Chr.)

- Kappadokien
  - König: Ariobarzanes I. (95–62 v. Chr.)

- Kommagene
  - König: Mithridates I. (109–70 v. Chr.)

- Korea
  - Bukbuyeo
    - König: Godumak (108–60 v. Chr.)

  - Dongbuyeo
    - König: Haeburu (86–48 v. Chr.)

- Nabataea
  - König: Aretas III. (87–62 v. Chr.)

- Osrhoene
  - König: Abgar I. (94–68 v. Chr.)

- Partherreich
  - Schah (Großkönig): Sinatrukes (78–70 v. Chr.)

- Pontos
  - König: Mithridates VI. (120–63 v. Chr.)

- Seleukidenreich
  - König: Tigranes II. (83–69 v. Chr.)

## Europa
- Bosporanisches Reich
  - König: Mithridates VI. (108–63 v. Chr.)

- Römisches Reich
  - Konsul: Lucius Octavius (75 v. Chr.)
  - Konsul: Gaius Aurelius Cotta (75 v. Chr.)